# Zyras
Zyras (лат.) — род мирмекофильных жуков-стафилинид из трибы Lomechusini (подсемейство Aleocharinae). Один из крупнейших родов, включающий более 800 видов и 50 подродов. Распространены всесветно.

## Описание
Мелкие узкотелые жуки с субпараллельными боками, длина 3—9 мм. Чаще одноцветные и блестящие. Формула лапок (число члеников в передних, средних и задних ногах): 4—5—5. Для многих изученных видов характерны мирмекофильные и термитофильные связи с муравьями и термитами, соответственно; также известны свободноживущие хищники. Представители номинативного подрода Zyras (Zyras) s. str. обнаружены вместе с муравьями родов Formica, Lasius (Dendrolasius sp.), Liometopum, Myrmica.

## Систематика
Род был выделен в 1835 году английским энтомологом Джеймсом Френсисом Стивенсом на основании им же ранее описанного типового вида Aleochara haworthi Stephens, 1832 (=Zyras haworthi). Включает более 800 видов и 50 подродов (некоторым из них недавно был придан статус самостоятельных родов, например, Myrmoecia, Pella):
- Zyras (Acanthocnemidonia)
- Zyras (Acrothoraconia)
- Zyras (Androdonia)
- Zyras (Anophthalmodonia)
- Zyras (Antronia)
- Zyras (Aplastonia)
- Zyras (Apostenonia)
- Zyras (Apterygodonia)
- Zyras (Aulacodonia)
- Zyras (Botsa)
- Zyras (Callodonia)
- Zyras (Cameronodonia)
- Zyras (Camonia)
- Zyras (Cephalodonia)
- Zyras (Colpodonia)
- Zyras (Craspa)
- Zyras (Crateodonia)
- Zyras (Ctenodonia)
- Zyras (Dentothalmonia)
- Zyras (Diaulaconia)
- Zyras (Euryalonia)
- Zyras (Eurydonia)
- Zyras (Euryncephalodonia)
- Zyras (Euryndonia)
- Zyras (Fealina)
- Zyras (Glossacantha)
- Zyras (Grammodonia)
- Zyras (Hylozyras)
- Zyras (Isothoracodonia)
- Zyras (Lastia)
- Zyras (Leptodonia)
- Zyras (Macrodonia)
- Zyras (Myrmelia)
- Zyras (Neotropopella)
- Zyras (Pachydonia)
- Zyras (Paragrammodonia)
- Zyras (Parophthalmonia)
- Zyras (Peltodonia)
- Zyras (Platydonia)
- Zyras (Polydonia)
- Zyras (Pycnodonia)
- Zyras (Remionea)
- Zyras (Rhopalodonia)
- Zyras (Rocnema)
- Zyras (Sinozyras)
- Zyras (Subversoris)
- Zyras (Synthoracodonia)
- Zyras (Taprodonia)
- Zyras (Termidonia)
- Zyras (Termitelia)
- Zyras (Termitodonia)
- Zyras (Trigonodonia)
- Zyras (Trigonozyras)
- Zyras (Tropidonia)
- Zyras (Visendor)
- Zyras (Zyras)
- Zyras (Zyrastilbus)